# Sho Fuwa
Sho Fuwa (japanisch 不破 将生 Fuwa Sho; * 2. Oktober 2000 in der Präfektur Kyōto) ist ein japanischer Fußballspieler.

## Karriere
Sho Fuwa erlernte das Fußballspielen in den Jugendmannschaften vom Tanabe FC Sports Club und dem Uji FC, in der Schulmannschaft der Risshō University Shōnan High School sowie in der Universitätsmannschaft der Universität Fukuoka.  Seinen ersten Vertrag unterschrieb er im Januar 2023 bei Albirex Niigata (Singapur). Der Verein, ein Ableger des japanischen Erstligisten Albirex Niigata, spielt in der ersten singapurischen Liga, der Singapore Premier League. Sein erstes Pflichtspiel für Albirex bestritt er am 19. Februar 2023 im Singapore Community Shield. In dem Spiel gegen Hougang United stand er in der Startelf und spielte die kompletten 90 Minuten. Albirex gewann das Spiel 3:0. Sein erstes Pflichtspiel in der Liga bestritt er am 1. Spieltag am 25. Februar 2023 im Heimspiel gegen die Young Lions. Bei dem 3:0-Sieg stand er in der Startelf und spielte die kompletten 90 Minuten. Am Ende der Saison 2023 feierte er mit Niigata die singapurische Meisterschaft.

## Erfolge
Albirex Niigata (Singapur)
- Singapurischer Meister: 2023
- Singapore Community Shield: 2023